# Angel Beats!角色列表

《Angel Beats!》的主要角色一同出現在第13話的片尾曲動畫中，從左至右分別為入江美雪、關根詩織、高松、松下、TK、直井文人、音無結弦、仲村百合、立華奏（天使）、野田、日向秀樹、由依、大山、藤卷、岩澤雅美、久子、竹山、椎名、遊佐。

以下是出现在《Angel Beats!》系列動畫与漫畫中的角色介绍。

## 主要人物
音無結弦（聲優：神谷浩史（日語配音） ；郭俊廷（粵語配音）；布雷克·謝潑德（英語配音））
《Angel Beats!》動畫的男主角。經常被稱作「音無君」或者是「音無」，不過他本人則是希望別人直接稱他為「結弦」。身高175.5公分。由於過去的經歷讓他擁有十分關懷他人的個性，並不希望任何人經歷痛苦或者悲傷的過去。在剛進入死後世界時，有一段時間他完全喪失了有關過去生前的記憶、僅記得自己的姓氏，後來藉由直井的催眠術成功喚起。他剛來到死後世界便在仲村百合強烈要求下，被迫加入死後世界戰線。最初加入戰線時音無想要取回過去的記憶，並且希望能夠多加了解自己死去的原因以及死後世界等；儘管曾對於自己加入死後世界戰線抱有疑惑，然而在相處過程中與其他成員漸漸建立了團隊意識。
生前的音無對所有事物都毫無興趣，迷失了人生的方向，用僅能果腹的工資日復一日過著漫無目的的生活，但是仍定期前往醫院看望重病臥床的妹妹音無初音。每當探望妹妹時，音無也會附上妹妹喜歡的漫畫雜誌，不管雜誌是否對號，初音總是會像哥哥道謝。這樣的日常卻因為音無犯下的過錯而終止。當妹妹逝世以後，失去至親的他才終於察覺活著的意義，原來僅僅一句來自妹妹道謝的話語便能賦予他活下去的動力。對於再次喪失人生意義的他，偶然看到出院的孩童向醫生感謝的場景，以此為契機他決定繼續就學以成為一名醫生，希望自己能拯救像妹妹一樣被病痛折磨的人。從此他開始拼命學習，但在前往大学入试中心试验考試會場的路上發生鐵路事故。音無因腹部受創而引發腹膜炎，強忍傷痛的音無在此時結識了同樣受困的乘客五十嵐，兩人與其他受困隧道的乘客互相幫助等待救援，不過音無最終卻不幸在救援到來前死亡。
過去曾嘗試考取醫科大學的他頭腦不差，雖然是新人卻能夠提出許多準確建議；同時從其機敏的動作表現，也顯示出具有不錯的身體能力，並且多次協助戰線夥伴通過重重危機。剛加入死後世界戰線時對於任何武器設備並不熟悉，因此自加入後便開始不斷練習自己的槍法。他平常會隨身攜帶一把葛拉克17手槍，但也曾在戰鬥中使用過IMI Galil狙擊步槍。另外他在死後世界戰線參與棒球比賽時擔任1號投手，並且以獨特的側肩投法投球。在透過直井文人的催眠術取得生前部分記憶後，對於自己毫無作為就死去感到十分悔恨，而對百合表明將繼續留在戰線。不過在陪護昏迷後的立華奏之際於睡夢中取得所有死前的回憶，儘管最後並未完成目標就死亡，但這時音無早已對死亡釋然並寫下同意器官捐贈，而得知死後捐贈的器官將拯救他人也使音無感到釋懷。音無本來沒有理由到死後世界，或許是因為失憶而誤入，又或許是因為要被立華奏感謝捐贈心臟之恩而來到死後世界。
他在得知立華奏也是人類後，開始與她接觸而後漸漸成為朋友，並邀請她加入死後世界戰線的活動。而在從奏口中得知死後世界是為了「沒能好好享受過青春時代的人」存在後，至此音無認為其他人也不該被過去束縛，因此決定與奏合作讓死後世界戰線成員全員都能洗刷悔恨、順利轉生，並且由自己在戰線中從內接應奏，隨著故事的發展音無也發覺自己愛上了立華奏。在畢業典禮結束、其他成員都因為對過去釋懷而消失，僅剩他和奏兩人，音無此時像奏提議兩人繼續留在死後世界為不斷前來的「不幸的靈魂」提供協助，同時向奏表白了自己的感情。然而音無這時卻從奏口中得知是音無捐的心臟拯救了她的生命，奏是為了答謝賦予她青春的人而來到這個世界的。之後奏因為達成願望而消失，留下音無對著虛空吶喊著奏的名字痛哭。動畫後續場景為轉世後的音無和奏在現實世界街道上彼此擦身而過，突然音無聽到女孩哼著Girls Dead Monster歌曲的旋律，想起死後世界般的音無伸出手要碰觸少女的肩膀，此時螢幕場景則漸漸淡出。BluRay SP2（Another Epilogue）中，音無在死後世界成為學生會會長，幫助有遺憾而來到死後世界的人完成心願，可能是奏消失後的另一種結局，也可能為第1集之前的情景。
仲村百合（聲優：櫻井浩美（日語配音） ；蔡雁紅（粵語配音）；布蘭妮·卡博夫斯基（英語配音））
《Angel Beats!》小說和漫畫的女主角。經常被夥伴稱作「小百合」（ゆりっぺ），為死後世界戰線的創始人與領導人。在執行任務時喜歡戴白色貝雷帽，身高160公分。她一開始便邀請音無參加由她所創立的死後世界戰線，一同對「神」做出反抗。在許多時候會展現出自己敏銳的判斷能力，並能依照局勢果斷的下達指令。但由於有腹黑的性格並偶爾發出反派笑聲，因此經常被遊佐吐槽。平常會隨身攜帶一把銀色貝瑞塔92FS/FS Inox手槍應戰，但在作戰中也會使用KRISS Vector衝鋒槍、CheyTac M200干預型狙擊步槍以及CQBR等槍械武器。而除了熟練槍支的操作外，在「天使」突襲地下基地時也能以短刀近距離作戰，甚至在實力上足以和「天使」一對一戰鬥，表示其對於近身肉搏方面也十分擅長。
她有著勇往直前、不服輸的性格，儘管在大夥面前展現強勢、為所欲為的一面，私下其實也十分關懷戰線的夥伴。百合在故事前半段認為，他們在這個世界上唯一的敵人便是學生會會長、同時也做為神之使者的「天使」。為此死後世界戰線便以學校為戰場不斷與「天使」交戰著，為了打倒天使進而引出神的作戰就這樣持續了數十年。百合認為如果選擇聽從「天使」的指示過上普通的學生生活，最終將會消失並轉生成其他生物。然而隨著故事的發展，百合察覺這個世界存在的真正目的其實是為了生前抱有遺憾而死的少年少女們，使他們在這個世界一掃生前的悔恨並安然的離開進入下一個人生的輪迴，而由神準備的「靈魂的救贖場」。
在她生前三個年幼的弟妹遭到覬覦財產的搶匪在眼前殺害，使得百合一直無法原諒無法救出弟妹的自己，而在死後亦發誓要對給予她不講理的人生的「神」展開復仇。她雖然是一個優秀的領導者，自己卻一直沒有自覺。一直到故事最後她才真正察覺，她對於戰線夥伴的關愛就如同自己的弟妹一般。在最終話畢業典禮時她對於與奏發生的種種衝突感到遺憾與抱歉，認為如果能早點解開誤會或許就能成為好友，在最後與奏相擁和解並與音無、日向兩人告別後，了無遺憾的消失。
立華奏／天使（聲優：花澤香菜（日語配音）；顏頌怡（粵語配音）；艾蜜莉·內維斯（英語配音））
《Angel Beats!》動畫的女主角。立華奏為死後世界學校的學生會會長，身高150公分。角色曾經在2012年的國際最萌大賽之中獲得冠軍，也是第一個在所有賽季比賽中保持全勝的角色。個性天真善良，有著天然的一面，似乎是個笨蛋。在故事中，為了使來到這世界的人們靈魂得以救贖而努力，但是因為不擅表達而造成誤會，長期以來不斷與死後世界戰線成員們展開交戰。戰線成員最初不知道其真實姓名，而以代號稱呼她為「天使」，後來音無在與其交談之後得知真名為立華奏。對於麻婆豆腐有著異於常人的執著。由於很少在臉上表達情緒，比起解釋更常選擇直接展開行動，使人難以理解她內心的想法。其生前是由音無捐贈心臟後存活下來的少女，為了向捐贈者道謝才誤入了死後世界。儘管她擁有溫馴的個性和嬌小的身軀，但是卻具有令人難以置信的戰鬥力，使得死後世界戰線長期與其陷入苦戰。甚至在戰鬥中遭到子彈擊中後，她能憑藉著能力快速將子彈排離體外且迅速癒合傷口。
其力量來源是依靠死後世界的電腦軟體「ANGEL PLAYER」自行編譯各種能力，不過她表示是為了應對死後世界戰線的攻擊才發展出各種「防禦技能」（Guard Skill）。儘管她本人是致力於幫助別人彌補過去遺憾、讓其得以安然消失，然而笨拙的言語使他人對於奏往往沒有正確的認知；加之本人從不試圖解釋自己的做法，導致死後世界戰線的成員曾長期認為她是神所使役的NPC。其主要能力為從手臂前端伸出的「音刃」（Handsonic），刀片可以根據需要變成5種不同的形態。。其他技能還有「扭曲」（Distortion）以及「延遲」（Delay），前者是製造無形的屏障並扭曲周圍的空間，藉此讓子彈等物體的運動軌跡發生改變；而後者則是瞬間延遲自身影像來使敵方誤判自己的位置，趁機接近敵人展開攻擊。
另外在故事後半段有另一個新功能「分身」（Harmonics），也就是在意識控制下複製另一個自己來輔助作戰，此時分身亦會如同本體有著完整的意識和能力。然而在一場危機中不慎發動分身能力後，導致另一個具有冷酷個性的紅眼「天使」出現。新的「天使」為了避免自身消失隨即自行分身多次，直到百合重新改寫ANGEL PLAYER程式以及眾人努力下，這些複製體重新與立華奏合為一體。然而複製體與本體在意識上採共享模式，這使得奏經歷許多痛苦後才克服冷酷個性「天使」的干擾。之後也在音無的建議下，使用軟體設計出如天使般的翅膀。除了增強力量的能力「力量」（Overdrive）是被動而不斷發動的技能外，其他能力都是憑意識主動施展的技能。。
日向秀樹（聲優：木村良平（日語配音））
《Angel Beats!》小說和漫畫的男主角。日向是一名開朗且可靠的男子，同時也是音無最親密的好友。他總是以伙伴的利益為考量的第一優先，是死後世界戰線最老的成員同時也是團隊中可靠的力量之一。
他和由依每天都不斷打鬧，但在內心深處仍然十分關心由依的存在；當他幫助由依實現她的願望之時，他告訴由依他會選擇娶她，不管她以前曾發生了什麼事情。
在最終話畢業典禮之後，與音無互認為摯友之後消失。他與百合共同組建了死後世界戰線，然而他常以「小百合」稱呼；因為他覺得叫出「百合」這個名字讓他感覺不舒服，原因是這跟自己的母親名字一樣。
平时以S&W 645手槍作為自衛武器，戰鬥時使用過RPK-74輕機槍以及M14-DMR狙擊步槍 。
日向生前是一名棒球選手，自己的隊伍在地區大賽中因為日向沒能接殺最後一顆高飛球而落敗沒能晉級全國大賽。本人在自責與隊友的冷嘲熱諷中身陷絕望，為尋求解脫而沾染上毒品。在漫畫中則告知，最後他被一輛卡車撞上而死亡。喜歡由依。

## 死後世界戰線

### 組織介紹

《Angel Beats!》最终话里，死后世界战线成员的毕业式。图中SSS字图案为死后世界战线的队徽。

死後世界戰線（死んだ世界戦線，簡稱「SSS」）是一個在《Angel Beats!》的世界背景之中出現的組織，徽章上有「rebels against the god」（神的反抗者）字樣，主要成員為來自死後世界學校的學生。死後世界戰線其組織最早是由仲村由理與日向秀樹所創建，而成立的原因是由於兩人認為「神」掌握了死後世界的一切，而負責向他報告這個世界變化的人極有可能就是死後世界學校的學生會會長「天使」，為此應該要組織一個團體並不惜以武力的方式來向神做出各種反抗。作為組織的創建者同時也是現任領導人的由理認為「神」應該對他們生前所經歷的痛苦人生負責，而一切的反抗與不合作行為便是對「神」的報復。
死後世界戰線將原本所在高中的校長室做為自身的總部，並在這裡召集成員並說明任務內容。同時為了防止所謂「對天使」作戰室遭到被視為敵人的「天使」入侵，因此死後世界戰線也在入口處安裝有各式的陷阱。在動畫中並沒有提到死後世界戰線是如何將原本校長所使用的辦公室，改由自己組織拿來作為聚會之場所使用。但是在漫畫第26-27話中有加以描述。
儘管實際世界戰線成員的人數並沒有確定，不過如果包括其他支援組織外仍然有一定數量的成員加入。這些支援組織分別為「Girls Dead Monster」與「公會」，雖然實際上與死後世界戰線並沒有直接的關聯，但是彼此仍會在由理的命令之下協助死後世界戰線的任務行動。

### 戰線成員
高松（聲優：水島大宙（日語配音））
高松是一個十分具有榮譽感且令人感到其十分禮貌的學生，平常總是以戴著眼鏡的嚴肅穿著登場。他在死後世界戰線主要的任務是負責收集情報和處理其他事務，但實際上並沒有看見過他積極展開這些工作。百合曾對音無說不要被他的眼鏡所愚弄，且指稱高松實際上也是一名笨蛋。
雖然他出現時總是呈現出修長的體態，然而其實他對於自己的肌肉非常積極的展開鍛鍊。自從他第一次展現自己的肌肉後，他便往往動不動便脫下自己的襯衫展示，甚至數量多到死後世界戰線的成員都感到不適。
後來他被「影子」所吞噬，等到發現時已經成為一個NPC角色。然而根據百合的說法他憑藉著自己強烈的意志，使得他最後恢復自我並和其他成員一同消失離去。平時他會在側胸攜帶沙漠之鷹自衛，但也曾看見他使用SIG SG 552卡賓槍。
野田（聲優：高木俊（日語配音））
野田其為一個自立自強的男子，是死後世界戰線的元老成員之一，在戰線中常攜帶著自己的斧槍參與戰鬥任務。他不聽從百合以外人的指示，而對於百合也感到十分尊崇，甚至覺得為了百合不必顧慮可能會殺傷到其他人。對於其他人也幾乎都是抱持著對立的態度，他也曾與音無有著片面的競爭關係。
他是一個完全的白痴，對於他而言其弱點便是教育；而竹山便曾基於這一點，藉由背誦出圓周率的方式成功打敗野田。雖然他討厭使用手槍這類武器裝備，與槍械相比更加喜歡使用自己的斧槍對敵人展開攻擊；然而也有些時候必須使用槍支打擊敵人，此時則是手持斯捷奇金APS手槍進行射擊。十分喜歡仲村百合不過卻從未被其接受。
椎名（聲優：齋藤楓子（日語配音））
椎名是死後世界戰線的元老成員之一，平時很少說話，經常以「真是膚淺」來回覆他人。平常會以雙手持拿小太刀並搭配飛鏢展開作戰。原本沒有名字，以代號「C7」為名，之後百合以諧音字椎名為之命名。
似乎是古老時代以殺人為業的人，因此是戰線中非常能幹的戰鬥員，實力位居死後世界戰線第一並且能獨自跟天使抗衡。儘管無論何時都擺出嚴肅的表情，但對於可愛的東西無法抗拒，甚至連動物玩偶都足以讓她動搖。
她平常都對自己展開嚴格的訓練，同時當她任務失敗時往往會不斷進行自我批評。當她輸給音無這名新人時便不斷自我檢討，後來她表示她的弱點在於沒有足夠的專注度；為此在很長的時間中她不斷用手指支撐掃帚這種奇特的方式，來訓練自己的的專注度，甚至和其他對象互動時都沒有掉下。
遊佐（聲優：牧野由依（日語配音））
遊佐在死後世界戰線中扮演通訊員的角色，負責向百合傳達有關戰場的變化狀態。她是一個冷靜、溫和、有禮貌且性格率直的女孩，就像「天使」一樣她並不擅長表達她自己的情緒，也因此曾被音無和日向說這樣讓人感到恐怖。在平常的時候如果她失去耳機的話，便不能夠徹底平靜下來。她很少會向其他人出聲交談，然而有時談話時儘管並不是故意的，但還是會傷害到他人的感情。
在漫畫版中初登場時異常厭恨男性，不斷地在校園中對遇到的男性進行隨機殺人，但是第二天應當被殺的人完全沒事的出現而查覺到了這是死後的世界，在殺不死男人和發覺自己已死以及在這世界無法發瘋的多重壓力下倍受折磨。之後為了找到「會死的人」而潛伏校園，在遇到了死後世界戰線成員時再次展開了殺戮，之後被戰線成員抓獲，拒絕了百合加入的邀請並被告知天使的存在。在跟天使見面後在其介入下性格產生了驟變，最後加入了死後世界戰線。
藤卷（聲優：增田裕生（日語配音））
藤卷是一名外表看起來像罪犯的少年，平常戰鬥總是以長刃杖刀（長ドス）為主，另外他是不會游泳的旱鴨子。儘管他常常對音無表示看不起的態度，然而實際上他的個性並不是一個壞人。另外在戰鬥的場景之中，他也曾經使用過PPSh-41衝鋒槍進行交戰。
TK（聲優：Michael Rivas（日語配音））
TK本身是一個極為神秘的人物，沒有人知道他的真實姓名或著相關過去。其眼睛總是用一面大手帕遮擋住，且往往在過了一段時間後便開始舞蹈打轉。平常他說話會講出一些幾乎毫無意義的英文短語，內容主要視情況而將一些流行文化中的常見台詞加以引用，但是很顯然並不能說出一口流利的英文。他多次在任務中拯救死後世界戰線的成員，由於他很少說出日語因此不知道他的日語程度，但他似乎能夠理解別人對他所說的話語。他隨身攜帶白朗寧大威力半自動手槍（Browning Hi-Power）和灰熊溫徹斯特麥格農手槍，而在執行任務中也曾使用PP-19野牛衝鋒槍。
松下護驒（聲優：德本英一郎（日語配音））
松下擁有著壯碩的身材，而由於其柔道五段，因此常被稱作「松下五段」。實際上高中生是無法取得柔道五段的，這一綽號是戰線成員們將名字護驒(ごだん）與五段搞混了，本人雖然一開始否定，不過漸漸對解釋感到麻煩之後也承認了這一稱號。他本人不會忘記他人所欠的債務，特別是當它涉及食物時，而他最喜歡的食物為豬肉烏龍麵。在戰鬥時有時也會負責攜帶重武器上陣，包括火箭發射器以及機槍都曾拿過。故事尾聲時他開始了山中修行，回來時身材消瘦到了令戰線成員們大吃一驚的程度。平時他手持HK P7手槍作為近戰防身武器，也曾手持MG3通用機槍以及AT4反坦克火箭筒與敵人交戰。生前因為一場大病而導致失明，在因失明而失落時受人介紹開始了盲人柔道。在來到死後世界時因為恢復視力而感到歡喜，因此不斷對一般學生發起挑戰，此行為吸引了高松的注意並在其邀松下一起到處對道館踢館時，被前來對高松說教的百合遇見而後隨百合加入了戰線。
大山（聲優：小林由美子（日語配音））
大山是死後世界戰線的元老成員之一，看似普通沒有甚麼特殊的長處，但是任何事情都可以接手，換句話說是一名萬事通。他是一名心靈單純純粹的男孩，常常會因為某些小事便感到難過，特別是不小心忘了提供情報或者是自己的夥伴在自己眼前死去時。他戰鬥時隨身攜帶一把雷明登700步槍以及SIG Sauer P226手槍。
竹山（聲優：市來光弘（日語配音））
竹山為天才型電腦及數據分析者，擅長侵入電腦系統來獲取資料。此外平常百合在執行作戰前對死後世界戰線成員講解的任務簡報，也都是由他負責製做，曾經使用背誦圓周率擊敗了野田，雖然他堅持別人要稱呼自己為「克萊斯特」（Christ），但沒有人去特別理會他。他並不會去執行有關戰鬥或者任何付出勞力的任務內容，不過他總是在自己可以完成的收集數據和資料方面，盡可能按照計畫內容進行。
直井文人（聲優：緒方惠美（日語配音））
直井文人一開始被認為是NPC，為死後世界學校學生會的副會長，但後來證實他也是人類。外貌有些中性，常戴著學生帽並穿著整齊模範學生制服的他在死後世界中嘗試開發自己催眠能力，並藉此操縱他人且在處於昏迷狀態下控制他們的行為。
他生於著名的陶藝世家，然而其上具有才氣的雙胞胎哥哥「直井健人」以及他的陶器作品總是吸引了大眾的目光，這使得作為弟弟的文人一直被冷落。當哥哥在與自己玩耍意外死亡後，未被世間得知其身分的文人，被視為哥哥的替身開始接受「父親（聲優：中田讓治）」的嚴格訓練；文人並未因此抱怨，在修練下取得了一些成果，正以為終於開始有意義的人生時，這一切卻因為父親重病倒下而全都白費了。學藝還不足出師加上得扛上照護父親的重擔，陶藝師的人生因此斷絕。儘管他一直逼使自己相信自己是作為哥哥的代替品而活，堅信自己的人生是假的，內心深處仍渴望有他人承認他的存在。
在他擔任代理學生會會長時開始自封為神，並以嚴格的態度積極處理死後世界戰線的問題，而在即將消滅死後世界戰線時即時的被音無阻止。在他與願意承認他的音無結為好友後，隨後也跟著加入死後世界戰線。相較於音無對於他的態度，直井更加期望能得到音無的注意力。他平常使用的武器為HK USP手槍。音無在他心中似乎有種特殊的地位。

## Girls Dead Monster

### 團體介紹
「Girls Dead Monster」（ガールズ・デッド・モンスター）通稱為「Galdemo」（ガルデモ），是由死後學校的女孩所組成的樂團，成員包括有擔任主唱暨節奏吉他（Rhythm guitar）的岩澤雅美、擔任主奏吉他手（Lead guitar）的久子、負責爵士鼓打擊的入江美雪以及負責電貝斯演奏的關根詩織等人。
儘管其表面上看起來只不過是一個正常的女子樂團（All-female band），不過在許多事務上會與作為反對組織的死後世界戰線進行合作。樂團的主要目的之一是當死後世界戰線從事其他任務活動時，負責轉移包括「天使」等學生以及教師的注意力，不過多場的表演活動也使得她們在學生之間也有一定程度的人氣。
「Girls Dead Monster」最早是岩澤與久子一同創建，並由岩澤負責領導整個樂團的運作。但隨著岩澤消失之後，樂團的主唱則改由由依擔任。但是在由依也消失於死後世界，在沒有其他新人加入的情況下「Girls Dead Monster」的表演活動便宣告暫停。最後在「影子」開始大規模攻擊死後世界戰線後，「Girls Dead Monster」的其他成員也決定正視自己的過去並消失在死後世界。

### 成員
岩澤雅美（聲優：澤城美雪（日語配音）／歌曲：marina）
岩澤雅美為「Girls Dead Monster」最初的成員之一，給人的感覺是一個冷豔的美女，不但是樂隊的領導也是由依憧憬的對象。在樂團裡主要負責在主唱以及節奏吉他的彈奏，平常使用的是Fender Stratocaster吉他。她同時也自己填寫歌詞，並製做樂團所需要的歌曲音樂樂譜。極度痴迷於音樂，熱衷談論時甚至到了對外界的一切動靜都無所察覺的程度，希望藉由她努力創作的音樂讓聽眾也沉醉其中並傳達她歌詞中的想法。當她唱出自己的歌曲「My Song」之後，便於死後世界滿足的消失。
生前在雙親爭吵不斷的家庭裡成長，在一次進入唱片店時遇到了名為SAD MACHINE的樂團的歌曲後產生了對音樂的興趣，之後開始拼命練習吉他與作曲，期間也常進行路邊演奏，希望將來能靠著音樂生活下去。
在學成績優秀卻拒絕了升學，為了脫離家人而打算存錢前往東京闖蕩，卻在一次捲入父母爭執中遭酒瓶重擊頭部，不久後在打工中倒下，當時頭部的傷勢導致腦中風並併發失語症，最後在病床上結束了18年的人生。她最後坦承她的目標是總有一天，如同自己被音樂救贖一般，靠著自己的歌聲打動他人的心靈。
久子／渕田久子（聲優：松浦知惠（日語配音））
久子是「Girls Dead Monster」最初的成員之一，平時在樂團中扮演著副隊長一樣的角色，平常彈奏Fender Jazzmaster電吉他擔任主奏吉他手。她個性十分的爽朗，同時也喜歡打麻將，而且因擁有令人難以置信的運氣而獲勝。日向曾指出久子她的體育能力非常好，而由依則大大佩服她的吉他在重複段落的即興演奏。
《緋染天空 Heaven Burns Red》第二次聯動活動主角。在還活著的時候她曾是另一個樂隊「汙穢之血」的成員，但是在樂團期間與主唱斬崎間密切互動因而受到粉絲攻擊，在一次老家遭受粉絲縱火後決定離開樂團，卻間接導致斬崎自殺。久子心靈受到嚴重打擊罹患重度精神病，因為連病房也無法離開的嚴重病情加上罪惡感而放棄了音樂；但在死後世界見到了岩澤的演奏之後，她再一次燃起了對音樂的熱情，隨後兩人決定一同成立樂隊，這也是「Girls Dead Monster」的前身。
入江美雪（聲優：阿澄佳奈（日語配音））
入江為「Girls Dead Monster」的爵士鼓鼓手，給人的感覺就像是一個人畜無害的小動物一般的女性。在《緋染天空 Heaven Burns Red》的聯動活動中，透露生前是學生會會長，在一次火車站月台，被另外三位學生會成員捉弄下，嚇驚掉落月台下被火車撞死。儘管她已經死了，仍然討厭聽見任何有關鬼魂或者幽靈等恐怖故事，這也使得關根常常以此捉弄她。她把關根視為自己最好的好友，同時也因此認識了「Girls Dead Monster」這個樂團。
關根詩織（聲優：加藤英美里（日語配音））
關根為「Girls Dead Monster」的電貝斯手，平時演奏是彈奏G&L樂器公司（G&L Musical Instruments）出品的電貝斯。她喜歡突然對周遭的人惡作劇，看著受害者驚詫的表情為樂。她還會在不經商量的情況下開始即興演奏，但往往惹來久子的怒罵。 根據《緋染天空 Heaven Burns Red》第三次合作的劇情，詩織生前經歷母親再婚後早逝，繼父成為她與弟弟圭太的監護人。在一次趕超市特價時，因未注意路況發生車禍不治身亡，但在活動劇情的最後，有發生奇蹟讓其對繼父說出心意，也有看見弟弟結婚的片段。
由依（聲優：喜多村英梨（日語配音）／歌曲：LiSA）
由依是「Girls Dead Monster」樂隊的忠實粉絲，同時在一開始出現時主要是擔任樂隊助理一職。她平時在手腕上穿戴著手銬，同時還伴隨著一條惡魔尾巴；而在她背後頭髮下面，也搭配有翅膀的裝飾，這些都使得她擁有一種小惡魔的形象。
當岩澤消失離開後，由依成為「Girls Dead Monster」新的節奏吉他手以及主唱，同時也擔任樂團的領導人。由依在演奏時主要彈奏一台Gibson SG Special電吉他。後來她也成為死後世界戰線的主要成員，連同他們一起執行任務，雖然實際上並沒有發揮多大功效。平常她說話的語調與角色時常變換，這使得日向一開始表示對其感到煩人，也讓他們兩人動不動便爭吵起來，然而實際上他們仍互相關心彼此。
當音無與天使決定幫助她完成在生前未能完成的許多願望，得知了在生前由依因為車禍使得她從小便全身癱瘓，而她的遺憾便是不能用這副身體做任何事情，對於外界的認知大多由電視得到。最後由依盡情的活動完身體後，向音無提出想要結婚的願望，在一旁偷聽的日向適時跑出來向她求婚，並說如果回到過去，他們必會如何的相遇、相愛，由依聽完日向的告白之後，很滿足的離開了死後的世界。

## 公會

### 組織介紹
「公會」（ギルド，Guild）為一個具有支援性質的組織，最早是由發現如何在死後世界製造槍枝的查開始。之後組織主要目的轉為負責供應死後世界戰線抵抗「天使」的各種武器裝備，而查也成為了公會的重要領導人物。其工作基地位在高中校園底下、死後世界的地底深處，並架設有一系列的陷阱和安全系統以防範「天使」的突襲。在通常的情況下只有百合通知要帶領死後世界戰線的成員領取武器與彈藥時，才會暫時由公會的成員來解除相關的安全系統。位於地下深處的公會總部其外觀類似過去蒸汽朋克地場景，整個地下總部它充滿著許多管道和機器設備。公會的成員也如同死後世界戰線的成員一般，同樣都是由死後世界的學校學生轉往這裡服務。
由於在死後世界中人們得以直接利用收集而來的土塊，配合生前的記憶進而在這個世界中做出各式各樣的東西，而公會便利用這一特點開始大量生產死後世界戰線所使用的武器彈藥，而這特性也使得他們成為在死後世界中唯一能夠製造各式武器的團體。然而如果成員並沒有與所要製造之武器的相關記憶的話，那麼所製造出來的武器便不會具有正確的功能。在動畫的故事發展中，在死後世界戰線成員準備前往公會提領武器彈藥時，由於「天使」的突然出現在地下基地使得公會新建的總部面臨可能被發現的危機，最後公會成員決定自行引爆新建設的武器工廠與基地設施。不過成員亦成功在「天使」不知情的情況下，將工作場所轉往最早製做武器設備的舊公會基地，繼續從事生產工作。

### 組織成員
查（聲優：東地宏樹（日語配音））
初登場於動畫第2話，查是負責在地下製造武器的公會其領導人，同時也是第四個加入死後世界戰線的成員。剛來到這個世界時,沒有鬍子，儘管從外表看起來蒼老得許多，然而他仍然與音無以及其他夥伴為同樣的年紀。
並未就讀高中並在高中年齡時就已完婚，與妻子一起逃離了雙方的家人，為了尋找屬於2人的樂園而踏上旅程，因為來到死後世界的只有自己而感到苦惱，為試圖了解有關死後世界便以槍枝挾持校長要脅其將神交出來，這也是查與百合以及日向的初面場景，隨後他被天使以音刃刺傷。曾聲稱百合跟他的老婆個性十分相像。對於槍械的構造了解透徹，到了每個零件都能指認出來的程度。
齊藤（聲優：綠川光（日語配音））
初登場於動畫第7話，為一名釣魚的狂熱愛好者，因此又被他人稱作「Fish齊藤」。
「齊藤」這一名字在Key所推出的遊戲作品之中都也同名角色出現，而負責配音的聲優也都同為是綠川光所負責。

## 其他人物
音無初音（聲優：中原麻衣（日語配音））
初登場於動畫第7話，音無結弦的妹妹。從小就因病住院，所以一直很希望能去學校交朋友，每次哥哥去探病時一定會為她買一本漫畫雜誌，而她也總是會回以哥哥燦爛的笑容並向哥哥道謝。
一次哥哥去探病的時候向她提起聖誕節最想去的地方，她則回答因為想看美麗的夜景所以想去鎮上的中心街，哥哥便毫不猶豫的答應會帶她去，但隨著她的病情逐漸惡化，這項提議便理所當然的被醫生回絕了，然而哥哥卻不顧醫生的勸誡依然偷偷的帶著她出去玩，導致在半路上便因為身體支撐不了而逝世。音無以這次的事件為契機開始了以醫生為志向的道路。
五十嵐（聲優：関智一（日語配音））
初登場於動畫第9話，和音無結弦一起被捲電車事故的人。和音無一起幫助電車事故中的傷者，並說服大家聽從音無的指揮。在受困的第二天，因為一項人為意外而導致部分水源喪失，音無為了安撫大家的情緒而表示自己不會再喝水了，五十嵐便告訴音無願意將自己的份和他分享。在受困的第七天因為音無向他借筆以填寫器官捐贈同意書，他便順勢說服大家也這樣做，然而音無在獲救前便死去，使他最後不禁哽咽起來。
直井健人
初登場於動畫第6話，直井文人的哥哥。從小便發揮陶藝方面的才能，受到父親的賞識。一次因為樹枝斷裂而意外從樹上摔下來，又不幸撞到地面的岩石導致死亡。
瞳（聲優：藤田咲（日語配音））
初登場於動畫第12話，百合的同學與好友。性格活潑外向，是NPC。
謎之少年（聲優：石田彰（日語配音））
初登場於動畫第12話，在公會基地底層最深處電腦室內、伴隨大量ANGEL PLAYER程式電腦的男子，由程式控制產生。
在百合攻入電腦室時發現，並且從其口中百合得知ANGEL PLAYER程式開發員的故事以及「影子」出現的原因。其中少年也提到如果有人操縱該軟體的話便可以成為死後世界的神，但百合仍破壞所有運作「影子」程式的電腦，隨後該名少年因而消失。
神
命運的操弄者。以下或指死後世界的掌握者及主宰者，謎一般的存在，也無法證實其存在。
同樣為謎一樣存在的「ANGEL PLAYER」程式開發員被認為是最如「神」的人。「天使」曾一度被以為是「神」的部下，也因此想成為死後世界掌握者的仲村百合等人組成死後世界戰線與「天使」對抗。直井文人也曾以自己的方式對抗死後世界戰線與這個世界的規則，並自稱為「神」。